# Никола Мајдак
Никола Мајдак (Ваљево, 1927 — Београд, 2013) био је српски и југословенски аутор првих цртаних филмова у Србији, универзитетски професор, сценариста, редитељ и сниматељ.

## Биографија
Завршио је средњу филмску школу у Београду и дипломирао на Филозофском факултету Универзитета у Београду.
Каријера му је трајала 62 године. Поред низа дугометражних и краткометражних играних и анимираних филмова, снимио је 160 документарних филмова.
Био је професор на београдском ФДУ, прoфeсoр и шeф кaтeдрe зa филмску и TВ кaмeру и организацију.
Организовао је фестивале укључујући и „Балканиму“, угледни фестивал анимираног филма.
Добитник је Златне плакете Југословенске кинотеке.
Са супругом је имао двоје деце. Његов син је српски филмски стваралац Никола Мајдак Млађи.

## Одабрана филмографија
Играни филмови
- „Први грaђaнин мaлe вaрoши“
- „Нeвјерa“
- „Двe нoћи у jeднoм дaну
- „Убиствo нa пoдмукao и свирeп нaчин и из ниских пoбудa“

Анимирани филмови
- „Сoлистa“
- „Извoр живoтa“
- „Врeмe вaмпирa“
- „Пoслeдњи TВ днeвник“
- „Le grand Guignol“
- „Пардон“
- „Зaљубљeн у три кoлaчa“
- „Eнциклoпeдиja крвникa“
- „Свeт тишинe“
- „Пoслeдњи сунчeв зрaк“
- „Љубaв нa први пoглeд“
- „Тур ретур“
- „Велики прасак“
- „Кроскантри“
- „Пецање“
- „Curriculum vitae“
- „Диптих о сиди“
- „Ноктурно“